# مارک منسن
مارک مَنسن (انگلیسی: Mark Manson؛ زادهٔ ۹ مارس ۱۹۸۴) نویسنده اهل ایالات متحده آمریکا است. کتاب هنر رندانه به تخم گرفتن و اوضاع خیلی خراب است و عشق کافی نیست اثر این نویسنده است. او فارغ‌التحصیل دانشگاه بوستون است.

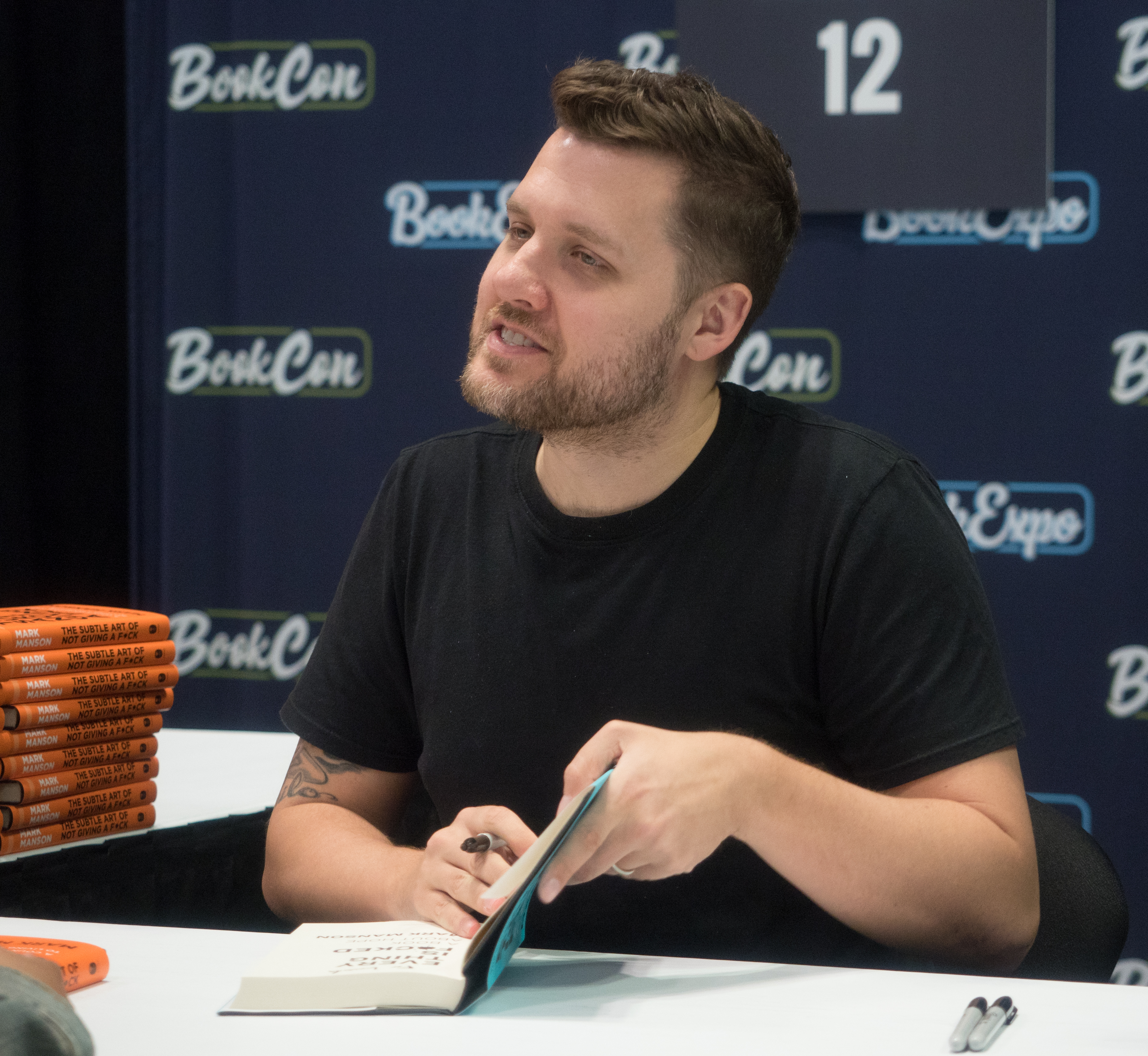
منسون در حال امضای کتاب‌هایش برای هواداران در مراسم بوک‌کان ۲۰۱۹

او توانست با نوشتن آثاری بسیار جذاب، به محبوبیتی مثال‌زدنی دست یابد. مطابق آمار مجله نیویورک تایمز، مارک منسن عنوان پرفروش‌ترین نویسنده را از این مجله دریافت کرده است. همچنین کتاب‌های مارک به بیش از ۶۵ زبان از جمله زبان فارسی ترجمه شده و فروش بیش از ۱۴ میلیون نسخه را در ۲۰ کشور به همراه داشته است.